# Wassim Herissi
Wassim Herissi (arabe : وسيم الحريصي), surnommé Wassim Migalo, né le 5 janvier 1986, est un animateur de télévision et de radio tunisien connu pour ses émissions humoristiques.

## Biographie
Il effectue des études en Ukraine en vue d'une carrière dans la construction navale. Il rentre en Tunisie en 2008 et poste des vidéos de ses sketchs sur sa page Facebook, attirant en un mois plus de 118 000 fans. Repéré par Mosaïque FM, qui cible un public jeune, il est chargé d'une chronique quotidienne matinale, Seyes Khouk, dès mars 2009. Par la suite, il rejoint Sami Fehri en 2009 pour prêter sa voix à la marionnette Migalo dans l'émission Kadechna Logique (Combien on est logique). Il continue en parallèle à animer son émission sur Mosaïque FM.
Un an après la révolution de 2011, il prête à nouveau sa voix à Migalo dans la nouvelle émission La Logique politique. Durant le ramadan 2012, il anime l'émission Le Crocodile. 
Le 13 mars 2015, il est arrêté avec Moez Ben Gharbia pour avoir « commis une offense au chef de l'État, une escroquerie et s'être indûment attribué des titres ». Il se serait fait passer pour le président Béji Caïd Essebsi lors d'un entretien téléphonique avec un homme d'affaires. Le 18 mars, ils sont condamnés à six mois de prison avec sursis par le tribunal de première instance de Tunis aux côtés du producteur Abdelhak Toumi, avant qu'un non-lieu ne soit prononcée le 18 mai 2016 par la cour d'appel de Tunis.

## Émissions
- Seyes Khouk sur Mosaïque FM : animateur
- La Logique politique sur Ettounsiya TV : voix
- Le Crocodile sur Ettounsiya TV : animateur
- Tunis 2050 : voix de Lassaad
- Ettayara sur Attessia TV : animateur
- Chellet Amine sur Mosaïque FM : chroniqueur
- Alo Jedda sur Attessia TV : animateur
- Elmask sur Attessia TV
- Omour Jedia sur El Hiwar El Tounsi : chroniqueur
- Eli Baadou sur El Hiwar El Tounsi : chroniqueur